# 完全政變手冊
《完全政變手冊》出版於1968年，由愛德華·魯瓦克撰寫，探討了政變的條件、策略、計劃和執行。  該書的修訂版於2016年出版，當中參考了二十一世紀的技術。  該書已翻譯為27種語言，包括最近的泰語和匈牙利語。

## 評價
在1980年對該書的評論中，理查德·克拉特巴克（Richard Clutterbuck）稱《完全政變手冊》（1968年版）是「僅有的兩本關於軍事政變主題的一般性當代書籍」的其中之一，在内容和閱讀樂趣方面都值得，另一部是塞繆爾·費納的《馬背上的人》 。  然而，克拉特巴克批評這本書沒有進一步強調新聞媒體在決定政變成功與否方面的作用。 